# Seznam dílů seriálu Dirk Gently's Holistic Detective Agency
Toto je seznam dílů seriálu Dirk Gently's Holistic Detective Agency. Americký komediálně-dramatický televizní seriál Dirk Gently's Holistic Detective Agency vysílala stanice BBC America v letech 2016–2017, celkově vzniklo ve dvou řadách 18 dílů.

## Přehled řad
| Řada | Díly | Premiéra v USA | Premiéra v USA    |
| Řada | Díly | První díl      | Poslední díl      |
| ---- | ---- | -------------- | ----------------- |
| 1    | 8    | 22. října 2016 | 10. prosince 2016 |
| 2    | 10   | 14. října 2017 | 16. prosince 2017 |

## Seznam dílů

### První řada (2016)
| Č. v seriálu | Č. v řadě | Původní název                     | Režie                | Scénář                  | Premiéra v USA     |
| ------------ | --------- | --------------------------------- | -------------------- | ----------------------- | ------------------ |
| 1            | 1         | Horizons                          | Dean Parisot         | Max Landis              | 22. října 2016     |
| 2            | 2         | Lost & Found                      | Dean Parisot         | Max Landis              | 29. října 2016     |
| 3            | 3         | Rogue Wall Enthusiasts            | Michael Patrick Jann | Max Landis              | 5. listopadu 2016  |
| 4            | 4         | Watkin                            | Michael Patrick Jann | Andy Black              | 12. listopadu 2016 |
| 5            | 5         | Very Erectus                      | Tamra Davis          | Robert C. Cooper        | 19. listopadu 2016 |
| 6            | 6         | Fix Everything                    | Tamra Davis          | Max Landis              | 26. listopadu 2016 |
| 7            | 7         | Weaponized Soul                   | Paco Cabezas         | Max Landis              | 3. prosince 2016   |
| 8            | 8         | Two Sane Guys Doing Normal Things | Paco Cabezas         | Andy Black a Max Landis | 10. prosince 2016  |

### Druhá řada (2017)
| Č. v seriálu | Č. v řadě | Původní název            | Režie                | Scénář                                             | Premiéra v USA     |
| ------------ | --------- | ------------------------ | -------------------- | -------------------------------------------------- | ------------------ |
| 9            | 1         | Space Rabbit             | Douglas Mackinnon    | Max Landis                                         | 14. října 2017     |
| 10           | 2         | Fans of Wet Circle       | Douglas Mackinnon    | Russel Friend a Garrett Lerner                     | 21. října 2017     |
| 11           | 3         | Two Broken Fingers       | Michael Patrick Jann | Matt Goldman                                       | 28. října 2017     |
| 12           | 4         | The House Within a House | Michael Patrick Jann | Robert C. Cooper                                   | 4. listopadu 2017  |
| 13           | 5         | Shapes and Colors        | Richard Laxton       | Max Landis                                         | 11. listopadu 2017 |
| 14           | 6         | Girl Power               | Richard Laxton       | Sinead Daly                                        | 18. listopadu 2017 |
| 15           | 7         | This Is Not Miami        | Wayne Yip            | Molly Nussbaum                                     | 25. listopadu 2017 |
| 16           | 8         | Little Guy, Black Hair   | Wayne Yip            | Russel Friend a Garrett Lerner                     | 2. prosince 2017   |
| 17           | 9         | Trouble Is Bad           | Alrick Riley         | Max Landis a Molly Nussbaum                        | 9. prosince 2017   |
| 18           | 10        | Nice Jacket              | Alrick Riley         | námět: Sinead Daly a Max Landis scénář: Max Landis | 16. prosince 2017  |